# Balsam Lake (Kawartha Lakes)
Der Balsam Lake (englisch für „Balsam-See“) ist ein See in der kanadischen Provinz Ontario. 

## Lage
Der Balsam Lake liegt im südlichen Teil von Mittel-Ontario. Der Balsam Lake gehört zu den Kawartha Lakes, einer Gruppe von Seen, die am Ende der letzten Eiszeit entstand und im Norden an den Kanadischen Schild grenzt.
Der Balsam Lake ist 16 km lang und durchschnittlich 3 km breit. In der Mitte des Sees befindet sich die Grand Island. Der See ist in 4 große Buchten gegliedert: North Bay, West Bay, South Bay und einer Bucht im Nordosten, an dessen Ende der Ort Coboconk liegt. Hier mündet der wichtigste Zufluss, der Gull River, in den See.
Auf der Halbinsel zwischen dieser Bucht und der North Bay befindet sich der Indian Point Provincial Park, welcher jedoch keine Infrastruktur bietet.
Am Nordwestufer des Sees liegt der Balsam Lake Provincial Park. Dieser bietet Camping- und Freizeitmöglichkeiten.
Der See ist der höchste Punkt des Trent-Severn-Wasserweg, einem Kanal, der die Georgsbucht im Huronsee mit dem Ontariosee verbindet. Der See befindet sich auf einer Höhe von 256 m.
Somit wird der See zur Georgsbucht (Huronsee) als auch über den Trent River direkt zum Ontariosee hin entwässert.
Im Osten des Balsam Lake bei Rosedale befindet sich die Schleuse 35 des Trent-Severn-Wasserweg.
Diese wurde 1873 fertiggestellt und erhöht seither den Wasserstand des Sees um 5 m.
Unterhalb der Schleuse fließt der Rosedale River zum Cameron Lake. Südlich davon verläuft der Kanal des Trent-Severn-Wasserweg.
Im Westen des Balsam Lake verbindet der Kanal des Trent-Severn-Wasserweg diesen mit dem Mitchell Lake.